# The Soundhouse Tapes
The Soundhouse Tapes prvi je EP britanskog heavy metal sastava Iron Maiden. The Soundhouse Tapes je prva snimka Iron Maidena. Objavljena je 9. studenog 1979. i sadrži tri pjesme uzete s demovrpce
Spaceward. Sastav je pjesme snimio na novogodišnju večer 1978/79.
3 pjesme - "Prowler", "Invasion" i "Iron Maiden" se pojavljuju u grubljem obliku što će kasnije biti objavljene na prvom albumu - Iron Maiden i singlovima. Na tom albumu se pojavila jedna pjesma koja se nije pojavila na The Soundhouse Tapes, pjesma "Strange World" koju nisu objavili zbog toga što nisu bili zadovoljni kvalitetom snimke. 
EP je bio ekstremno uspješan, pošto su prodani svih 5000 primjeraka. To je impresioniralo izdavačku kuću EMI koja je s Iron Maidenom potpisala ugovor na simanje četiri albuma.
The Soundhouse Tapes je remasteriran u Best of the Beast box setu.

## Popis pjesama
1. "Iron Maiden" (Harris) - 4:01
2. "Invasion" (Harris) - 3:07
3. "Prowler" (Harris) - 4:20

## Zasluge
- Paul Di'Anno - vokali
- Dave Murray - gitara
- Steve Harris - bas-gitara
- Doug Sampson - bubnjevi

## Vanjske poveznice
- allmusic.com - The Soundhouse Tapes